# NGC 905
NGC 905 é uma galáxia espiral (S0-a) localizada na direcção da constelação de Cetus. Possui uma declinação de -08° 43' 07" e uma ascensão recta de 2 horas, 22 minutos e 43,5 segundos.
A galáxia NGC 905 foi descoberta em 1886 por Frank Leavenworth.